# محمد أمين بوغرا
محمد أمين بوغرا (1901 - 1965) (بالأويغورية: مۇھەممەد ئىمىن بۇغرا) هو أمير جمهورية تركستان الشرقية الأولى في الفترة ما بين 12 نوفمبر 1933 إلى 6 فبراير 1934. وهو الأخ الأكبر لعبد الله بوغرا ونور أحمد جان بوغرا.

## سيرته
بعد أن استطاع المتمردون السيطرة على تركستان الشرقية وطرد القوات الموالية للحكومة الصينية في 1933، وتم اختيار محمد أمين بوغرا أميرًا لجمهورية تركستان الشرقية الأولى في الفترة ما بين 12 نوفمبر 1933 إلى 6 فبراير 1934، ثم قامت القوات الموالية للحكومة الصينية بهجمات على إقليم سنجان واستطاعت استعادة السيطرة عليه، ففر محمد أمين بوغرا إلى الهند ثم إلى تركيا.
وفي عام 1954 ذهب محمد أمين بوغرا إلى تيوان لمحاولة التوصل لاتفاق مع الحكومة الصينية حول استقلال تركستان الشرقية، ولكن رفضت الحكومة الصينية. وتوفى محمد أمين بوغرا في 29 أبريل 1965 في تركيا.
ذكرت مجلة الحزب الإسلامي التركستاني في عددها الأول سيرة محمد أمين بوغرا ضمن الحديث عن تاريخ المنطقة.

## مؤلفات
- تاريخ تركستان الشرقية المعاصر.[4]